# التنكس المشترك تحت الحاد
التنكس المشترك تحت الحاد للنخاع الشوكي، المعروف أيضًا باسم داء النخاع الشوكي، أو داء النخاع الجبلي، أيضًا مرض ليختهايم، ومتلازمة بوتنام-دانا، يشير إلى تنكس الأعمدة الخلفية والجانبية من الحبل الشوكي نتيجة نقص فيتامين بي12 (الأكثر شيوعًا). قد يحدث أيضًا مع نقص فيتامين إي، ونقص النحاس. في العادة ما يرتبط بفقر الدم الخبيث.

## العلامات والأعراض
البداية تدريجية ومشتركة. تتكون النتائج المرضية للتنكس المشترك تحت الحاد من خسائر غير مكتملة من الميالين في العمودين الظهري والجانبي. قد تشمل الأعراض ضُعفًا في الساقين، الذراعين، الجذع والوخز والخدر الذي يزداد سوءًا بشكل تدريجي. قد تحدث أيضًا تغييرات في الرؤية وتغيرات في الحالة العقلية. قد يتطور الشلل التشنجي الثنائي ويضعف الشعور بالضغط والاهتزاز واللمس وتصبح حركة المريض صعبة ومتعثرة. قد تتدنى شدة المنعكسات، أو تزداد، أو تغيب بشكل مطلق. يمكن رؤية علامة بابينسكي الإيجابية. من الضروري تحديد وعلاج نقص فيتامين بي12 لمنع تطور المضاعفات العصبية الخطيرة.
يؤدي النقص طويل المدى في فيتامين بي12 إلى تلف لا رجعة فيه في الجهاز العصبي. قد يترافق اعتلال النخاع الفجوي المرافق لفيروس نقص المناعة البشري مع نموذج مشابه من خسارة ميالين العمود الظهري والسبيل القشري الشوكي.
من المعتقد أن وجود عوز في فيتامين بي12 وحمض الفوليك معًا يستلزم تصحيح عوز فيتامين بي12 أولًا، ورغم وقوع جدل على هذه الفكرة، لا يمكن تجربة «مدى اشتداد الاعتلال العصبي الناجم عن إعطاء حمض الفوليك لمرضى عوز فيتامين بي12» تبعًا للاعتبارات الأخلاقية، وتبقى الآلية المرضية مبهمةً هنا.
قد يسرع التخدير بأكسيد النيتروس من التنكس المشترك تحت الحاد عند المصابين بعوز فيتامين بي12 غير المترافق مع أعراض سريرية، بينما قد يسبب التعرض المزمن لهذا الغاز ظهور المرض حتى عند الأشخاص ذوي المستويات الطبيعية من الفيتامين. ينقص الخلل الوظيفي في العمود الشوكي الخلفي من حس الاهتزاز واستقبال الحس العميق (الحس المفصلي)، بينما ينجم التشنج عن اضطراب السبيل القشري الشوكي الجانبي والرنح عن خلل السبيل الشوكي المخيخي الظهري.

## الأسباب
عمومًا، يمثل عوز فيتامين بي12 السبب الأكثر شيوعًا لهذه الحالة، وهذا قد ينجم عن عوز الغذاء أو سوء الامتصاص في اللفائفي الانتهائي أو عوز العامل الجوهري المفرز من الخلايا المعدية الجدارية أو انخفاض حموضة المعدة التي تثبط ارتباط العامل الداخلي بالمستقبلات اللفائفية.
قد يسبب عوز فيتامين إي المترافق مع اضطرابات سوء الامتصاص مثل التليف الكيسي ومتلازمة باسن-كورنزويغ تظاهرات مشابهةً بسبب تنكس العمودين الظهريين.

## التشخيص
يتم التشخيص بواسطة مصل فيتامين بي12، حمض الميثيل مالونيك، اختبار شيلينغ، وتعداد كامل للدم، يتم البحث فيه عن فقر الدم الضخم الأرومات إذا كان هناك أيضًا نقص في حمض الفوليك أو فقر الدم كبير الكريات. لم يعد اختبار شيلينغ متاحًا في معظم المناطق. قد تكشف صور التصوير بالرنين المغناطيسي-T2 عن زيادة الإشارة داخل المادة البيضاء من الحبل الشوكي، في الغالب في الأعمدة الخلفية وربما في المسالك الشوكية.

## العلاج
ينتج عن العلاج بفيتامين بي12 الشفاء الجزئي إلى الكامل حيث يكون التنكس تحت الحاد للحبل الشوكي ناتجًا عن نقص فيتامين بي12، اعتمادًا على مدة ومدى التنكس العصبي.